# Phil från framtiden
Phil från framtiden (originaltitel: Phil of the Future) är en amerikansk TV-serie för barn och ungdomar, inspelad 2004-2006. TV-serien har visats på bland annat Disney Channel, Disney XD och Jetix.

## Handling
Serien handlar om tonåringen Phil Diffy och hans familj som är från år 2121. De har åkt i en tidsmaskin och fastnat i vår tid. Phil och hans lillasyster Pim börjar gå i skolan, medan Phils föräldrar Barbara och Lloyd försöker komma på ett sätt att laga tidsmaskinen. Samtidigt får de göra allt för att ingen ska få veta deras hemlighet. Rektorn på Phils och Pims skola misstänker att de är utomjordingar. Endast Phils bästa vän (och i sista avsnittet flickvän) Keely vet deras hemlighet. Men tidsmaskinen blir fixad i sista avsnittet, så de hinner knappt få någon tid alls som ett par.

## Skådespelare
- Ricky Ullman - Phil Diffy
- Alyson Michalka - Keely Teslow
- Amy Bruckner - Pim Diffy
- Lise Simms - Barbara Diffy
- Craig Anton - Lloyd Diffy
- J.P. Manoux - Curtis Diffy/Mr. Hackett (2004-2006)
- Brandon Smith - Lil Danny Dawkins (2005-2006)
- Kay Panabaker - Debbie Berwick (2004-2005)

## Avsnitt

### Säsong 1 - 2004-2005
- 1. Your Cheatin' Heart
- 2. Unification Day
- 3. Meet the Curtis
- 4. Phillin' In
- 5. Tanner
- 6. Raging Bull
- 7. My Way
- 8. Daddy Dearest
- 9. Phenomonally Yours
- 10. Future Tutor
- 11. Future Jock
- 12. You Say Toe-Mato
- 13. Doggie Daycare
- 14. We'll Fix It in Editing
- 15. Halloween
- 16. Age Before Beauty
- 17. Neander-Phil
- 18. Double Trouble
- 19. Milkin' It
- 20. Corner Pocket
- 21. Team Diffy

### Säsong 2 - 2005-2006
- 22. Versa Day
- 23. Virtu-Date
- 24. The Giggle
- 25. Dinner Time
- 26. Tia, Via, or Me...Uh
- 27. Get Ready To Go-Go
- 28. Phil Without a Future
- 29. Time Release Capsule
- 30. Mummy's Boy
- 31. Maybe-Sitting
- 32. Good Phil Hunting
- 33. Pim-Cipal
- 34. Phil of the Garage
- 35. It's a Wonder-Phil Life
- 36. Christmas Break
- 37. Stuck in the Meddle with You
- 38. Broadcast Blues
- 39. Happy Nird-Day
- 40. Ill of the Future
- 41. Where's the Wizard?
- 42. Not-So-Great Great Great Grandpa
- 43. Back to the Future (inte filmen)